# Daklijst
Een daklijst is de bovenste afsluiting van een muur langs de dakrand van de gevel. De vaak horizontale lijst is vaak gemaakt van hout maar ook wel van natuursteen of zink. Daklijsten steken vaak iets uit en kunnen rijk gedecoreerd en geprofileerd zijn. Ook de plank die de zijkant van een overstekend plat dak afsluit wordt daklijst genoemd. 
Bij een  molen worden de balken waarop de spantbenen van de kap rusten daklijst genoemd. 
Een rijk versierde daklijst wordt ook wel kroonlijst genoemd.